# Avenue du Capitaine-Glarner
L'avenue du Capitaine-Glarner est une voie publique de Saint-Ouen-sur-Seine, dans le département de la Seine-Saint-Denis.

## Situation et accès
Cette rue permet de joindre la route départementale D111 à la route départementale D410.
Commençant avenue Gabriel-Péri, elle passe par le croisement des rues Farcot, Raspail, Palouzié et Émile-Zola. Elle rencontre ensuite la rue Alexandre-Dumas, passe sous le pont de la ligne de La Plaine à Ermont - Eaubonne. Elle se termine place du Capitaine-Glarner, lieu de rencontre avec le boulevard Victor-Hugo.
Elle est desservie par la station de métro Garibaldi (Ligne 13) qui se trouve au bout de la rue Farcot.

## Origine du nom

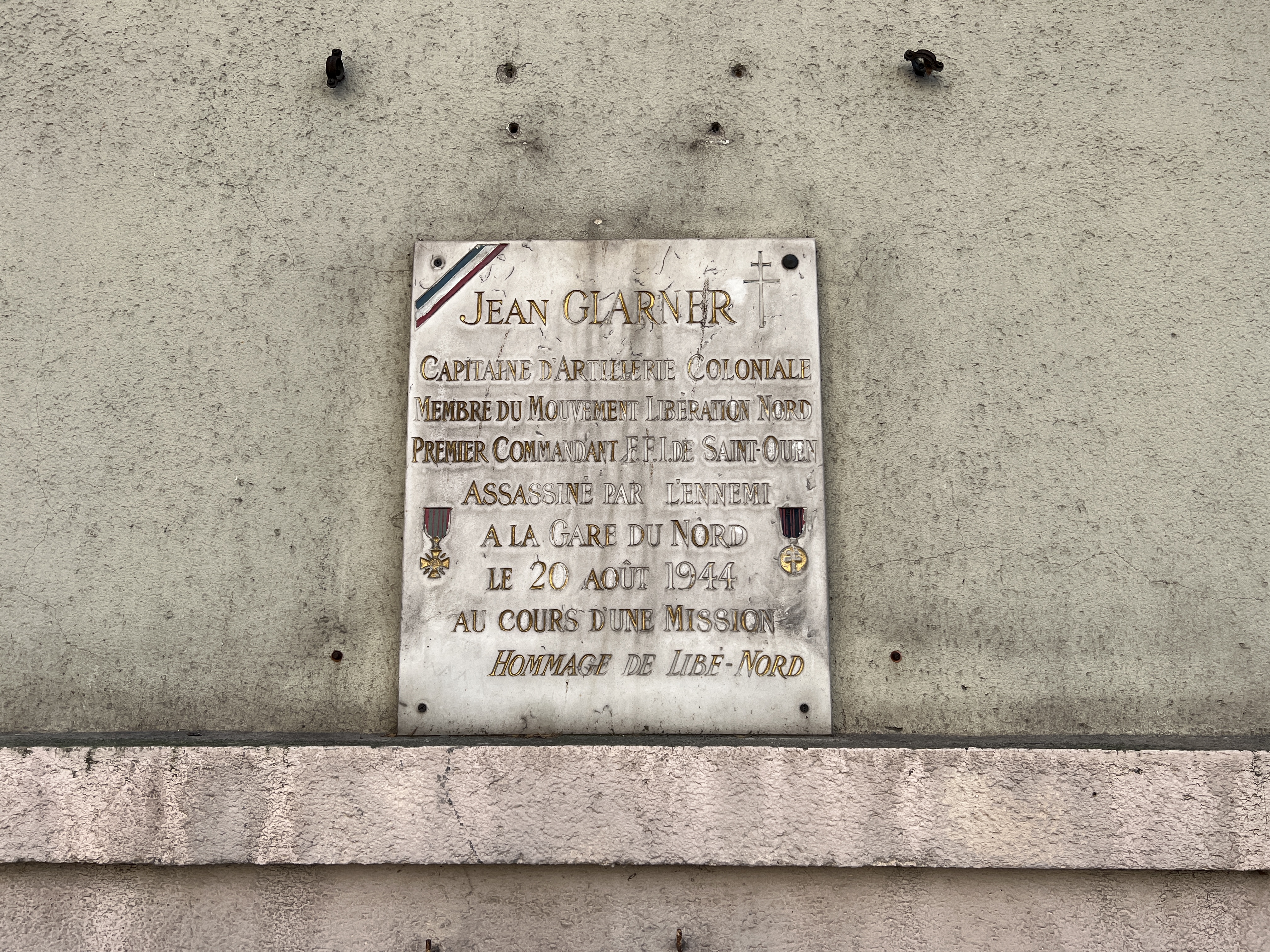
À la mémoire de Jean Glarner.

Elle rend hommage au capitaine d'artillerie Jean Louis Lazare Glarner, fusillé en 1944. Le 20 août 1944, chargé d'arrêter Gustave Lesesne, son véhicule est intercepté par des soldats allemands, et il est immédiatement abattu. Le 25 du même mois, il fut inhumé au cimetière parisien de Saint-Ouen, puis ré-inhumé à Marseille.
Une plaque de marbre à sa mémoire est posée à hauteur du no 42.

## Historique
A la fin des années 1820, le banquier et homme politique Jacques Ardoin fait construire une gare fluviale entre la Seine et la route de la Révolte. L’« avenue de la Gare » est alors tracée pour relier le « carrefour dit de la Gare » à la « route de Paris ». 
C'est le 12 octobre 1944 que le comité Local de Libération et la municipalité donnèrent leur nouvelle dénomination à l’avenue de la Gare, renommée avenue du Maréchal-Pétain pendant la guerre.

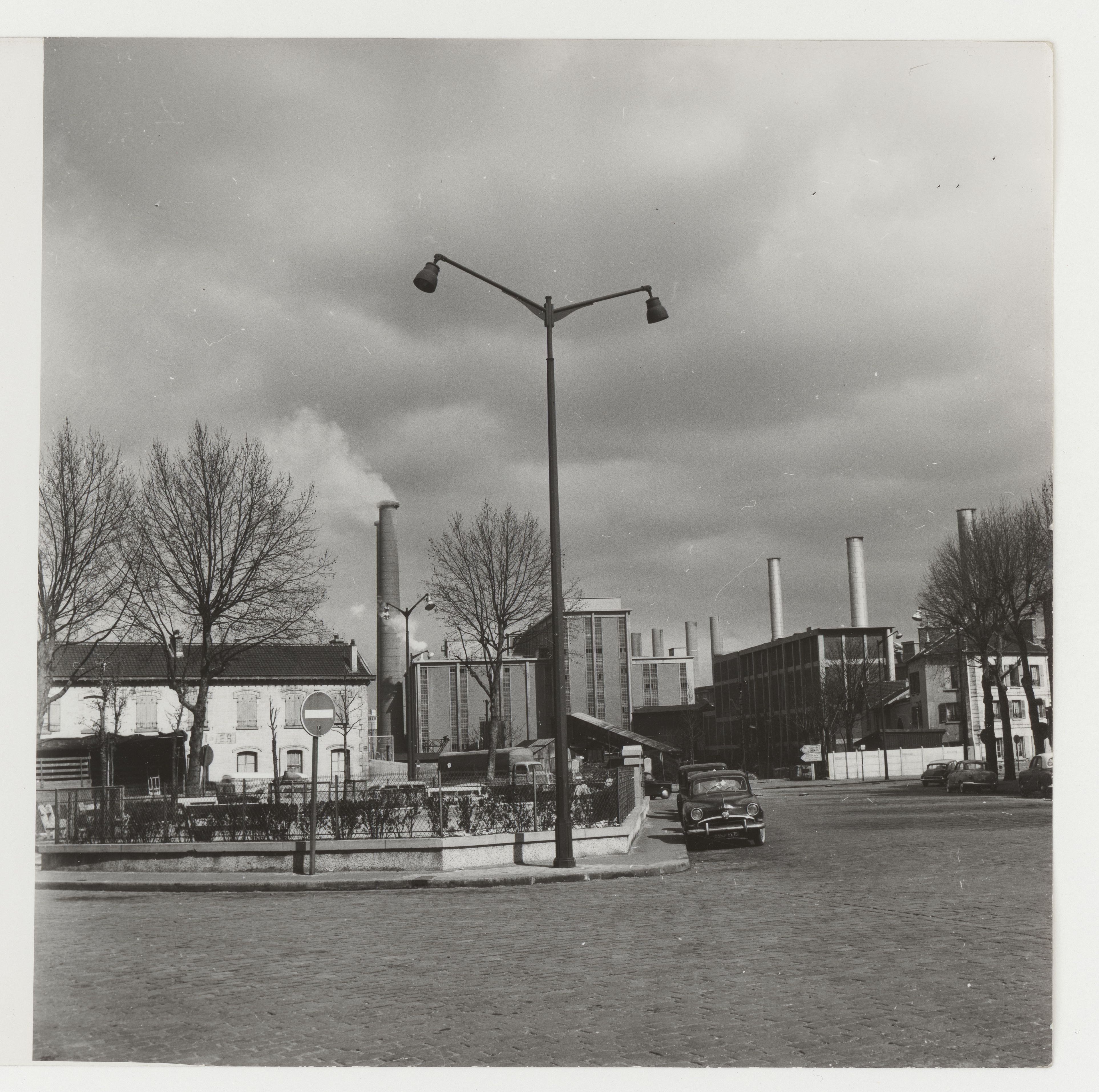
Extrémité nord de l'avenue en 1958.
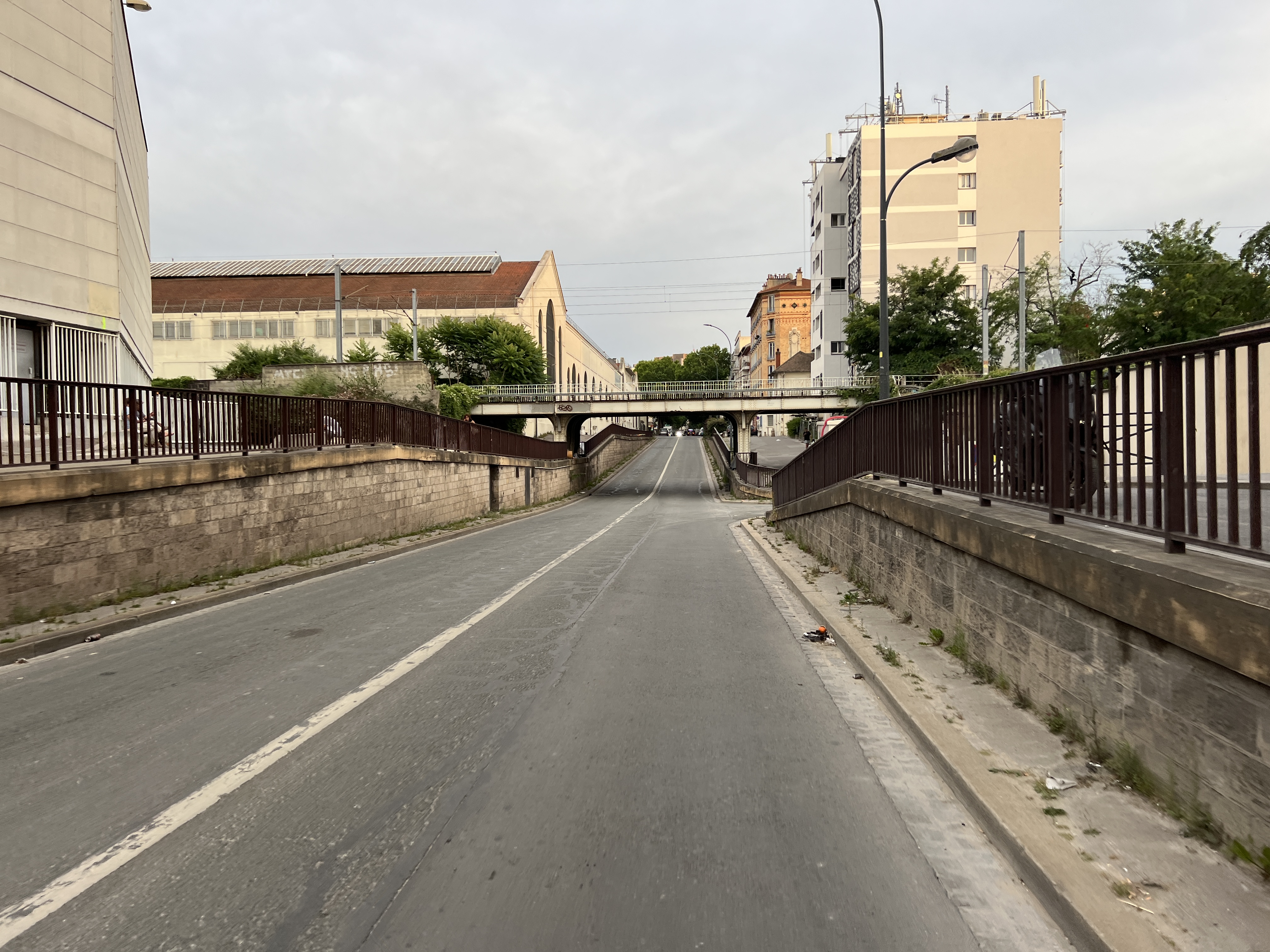
Viaduc de la Ligne de La Plaine à Ermont - Eaubonne et ancienne Usine PSA de Saint-Ouen (au fond à gauche) en juin 2022.

## Bâtiments remarquables et lieux de mémoire
- Anciens ateliers de l'ingénieur Joseph Farcot[6], construits en 1846 dans le quartier du port de Saint-Ouen.
- Le Baldi, complexe de bureaux et de studios de télévision[7]
- Médiathèque Glarner[8]
- Usine PSA de Saint-Ouen